# Jan Zimmermann (voleibolista)
Jan Zimmermann (Tubinga, 12 de fevereiro de 1993) é um jogador de voleibol alemão que atua na posição de levantador.

## Carreira

### Clube
Zimmermann começou a jogar voleibol pelo TV Rottenburg. Jogou pelo VfB Friedrichshafen de 2013 a 2015 onde conquistou um Campeonato Alemão e duas Copa da Alemanha. Em 2017 se transferiu para o voleibol francês após assinar contrato com o Stade Poitevin Poitiers para atuar por uma temporada. Voltou para seu país natal para atuar pelo Berlin Recycling Volleys na temporada 2018–19, onde conquistou o título do Campeonato Alemão da temporada. Antes de terminar a temporada, o levantador assinou com o VC Greenyard Maaseik e conquistou o título do Campeonato Belga.
Para a temporada 2019–20, o levantador foi atuar pela primeira vez no voleibol italiano pelo Sir Safety Conad Perugia. Com o time da cidade de Perúgia, o alemão conquistou o título da Supercopa Italiana de 2020 e chegou as semifinais da Liga dos Campeões de 2020–21. Em 2021, permanecendo no campeonato italiano, o levantador assinou contrato com o Kioene Padova.
Em 2022 o levantador foi anunciado como o novo reforço do recém-promovido BBTS Bielsko-Biała para competir na primeira divisão polonesa, mas após disputar apenas quatro partidas, o levantador rescindiu seu contrato com o clube polonês e se transferiu para o Vero Volley Monza para substituir o então lesionado Fernando Kreling.
Após alcançar o quinto lugar na SuperLega de 2022–23, o levantador confirmou a sua transferência para o voleibol turco para vestir a camisa do Galatasaray HDI Istanbul na temporada seguinte.

### Seleção
Zimmermann estreou pela seleção adulta alemã na Liga Mundial de 2014, onde terminou na 18ª colocação. No ano seguinte conquistou o ouro na primeira edição dos Jogos Europeus após vencer a Bulgária por 3 sets a 1. Foi vice-campeão do Campeonato Europeu de 2017 na Polônia, após ser derrotado na final pela seleção russa.

## Títulos
VfB Friedrichshafen
- Campeonato Alemão: 2014–15
- Copa da Alemanha: 2013–14, 2014–15

VC Greenyard Maaseik
- Campeonato Belga: 2018–19

Sir Safety Perugia
- Supercopa Italiana: 2020

## Clubes
| Anos      | Clube                     |
| --------- | ------------------------- |
| 2010–2011 | EnBW TV Rottenburg        |
| 2012–2013 | VC Olympia Berlin         |
| 2013–2015 | VfB Friedrichshafen       |
| 2015–2017 | United Volleys Rhein-Main |
| 2017–2018 | Stade Poitevin Poitiers   |
| 2018–2019 | Berlin Recycling Volleys  |
| 2019–2020 | VC Greenyard Maaseik      |
| 2020–2021 | Sir Safety Conad Perugia  |
| 2021–2022 | Kioene Padova             |
| 2022–2022 | BBTS Bielsko-Biała        |
| 2022–2023 | Vero Volley Monza         |
| 2023–     | Galatasaray HDI Istanbul  |